# Каськов Данил Олександрович
Данил Олександрович Каськов (рос. Данил Александрович Каськов; 21 січня 1989, м. Свердловськ, СРСР) — російський хокеїст, нападник.
Вихованець хокейної школи «Спартаковець» (Єкатеринбург). Виступав за «Автомобіліст» (Єкатеринбург), «Авто» (Єкатеринбург), «Супутник» (Нижній Тагіл), «Рязань», «Тамбов», ЦСК ВВС, «Дебрецен», «Дунауйварош», СК «Прогрим Георгень».